# ينس زيتليتز كيلاند
ينس زيتليتز كيلاند (بالنرويجية البوكمول: Jens Zetlitz Kielland)‏ هو رسام وشخصية أعمال نرويجي، ولد في 5 يناير 1816، وتوفي في 7 يناير 1881.